# Like (Srebrenik)
Like es una aldea en el municipio de Srebrenik, Bosnia y Herzegovina.

## Demografía
Según el censo de 2013, su población era de 243 habitantes, todos bosníacos.
| 222        | 256 | 284 | 315 | 243 |
| (Fuente: ) |     |     |     |     |